# Megachile acculta
Megachile acculta är en biart som beskrevs av Cockerell 1931. Megachile acculta ingår i släktet tapetserarbin, och familjen buksamlarbin. Inga underarter finns listade i Catalogue of Life.